# Свети Памфил и Порфирије и осталих 12 мученика
Свети Памфил и Порфирије и осталих 12 мученика су ранохришћански светитељи и мученици који су заједно пострадали у време цара Диоклецијана 309. године.
- Памфил, презвитер цркве у Кесарији Палестинској, учен и благочестив, исправио је текст Новог завета од грешака разних преписивача; сам је преписивао и поклањао другима.
- Валент, ђакон, одличан познавалац Светог писма[2]
- Павле, хришћанин, частан и угледан, који једном пре тога већ бацан у огањ због вере у Христа.
- Илија, Исаија, Јеремија, Самуил и Данило, петоро браће, по телу и духу, родом из Мисира, који су се враћали из рудника Киликијских где су били по осуди.
- Порфирије, хришћанин који је затражио њихова тела да сахрани.
- Селевкије, који је пришао и пољубио мученике пре него што су посечени
- Селевкије, официр.
- Теодул, старац, слуга римског судије, који је при спроводу пољубио једног од мученика. и
- Јулијан, који је целивао мртва тела мученика.

Српска православна црква слави их 16. фебруара по црквеном, а 1. марта по грегоријанском календару.

## Тропар
Глас 4
»Мученици Твоји Господе,
у страдању своме су примили непропадљиви венац,
од Тебе Бога нашега,
јер имајући помоћ Твоју мучитеље победише,
а разорише и немоћну дрскост демона:
Њиховим молитвама спаси душе наше.«